# Gretha Jünger
Gretha Jünger, pseudonimo di Margarete von Jeinsen (Hannover, 14 marzo 1906 – Langenenslingen, 20 novembre 1960), è stata una scrittrice tedesca, moglie del poeta Ernst Jünger, che nel suo diario la chiama Perpetua.

## Vita
Nata in una famiglia di nobili decaduti, Gretha voleva inizialmente diventare attrice; si dice che nel gruppo di teatro del suo liceo avesse recitato al fianco di Theo Lingen nel ruolo di Marthe ne La brocca rotta di Heinrich von Kleist. Il matrimonio con Ernst Jünger (1895–1998) durò dal 1925 fino alla sua morte, occorsa nel 1960; i due si sposarono il 3 agosto 1925 nella Thomaskirche di Lipsia. La coppia ebbe due figli, Ernst (1926–1944) e Alexander (1934–1993).
Nel 1949 la casa editrice di Amburgo Hans Dulk pubblicò un libro dal titolo La tavolozza, che conteneva diario e lettere risalenti agli anni dal 1936 al 1946. Nel 1955 uscì il suo resoconto autobiografico Silhouette per l’editore Günther Neske (Pfullingen), un volume con 29 racconti. Lette come testimonianze autobiografiche, le opere consentono al lettore di conoscere i momenti salienti della vita della Jünger a partire dagli anni Venti.

## Opere
- Die Palette – Tagebuchblätter u. Briefe, Dulk Hamburg 1949
- Silhouetten – Eigenwillige Betrachtungen, Ulber Isernhagen 2005 (versione ridotta), ISBN 3-9810126-0-7